# Mahpach legarmeh
| ֽ   | Silluq           |  | ֫ ֥  | Ole we-Jored        |
| ֑   | Etnachta         |  | ֗   | Rewia gadol         |
| ֝ ֗  | Rewia Mugrasch   |  | ֓ ׀ | Schalschelet gedola |
| ֮   | Zarqa (Trope)    |  | ֗   | Rewia qaton         |
| ֭   | Dechi            |  | ֡   | Pazer               |
| ֤ ׀ | Mahpach legarmeh |  | ֨ ׀ | Asla legarmeh       |

| ֣ | Munach        |  | ֥ | Mercha       |
| ֬ | Illuj         |  | ֖ | Tipcha       |
| ֢ | Atnach hafuch |  | ֤ | Mahpach      |
| ֨ | Qadma         |  | ֓ | Schalschelet |
| ֘ | Zinnorit      |  |  |              |

## Begriffe
Der Google-Übersetzer deutet jiddisch מַהְפַּך als Form von hebräisch הֵ֫פֶךְ ‚das Umgekehrte‘, ‚Gegenteil‘ zu hebräisch הפך ‚wenden‘, ‚umkehren‘.
hebräisch לְגַרְמֵהּ übersetzt er mit Verursachen und jiddisch גַרְמֵהּ mit Verursacht.
In der 17. Auflage des Gesenius existieren keine Einträge, die diese Übersetzung stützen würden.
In der Tabula accentuum wird mit Mehuppāḵ leḡarmēh transliteriert.

## Vorkommen
| ספרי אמ"ת סִפְרֵי אֱמֶת                                                                            | ספרי אמ"ת סִפְרֵי אֱמֶת |
| --------------------------------------------------------------------------------------------- | ------------------ |
| Sifre Emet [siɸre ʔɛmɛt] deutsch ‚Bücher Emet‘, bzw. ‚Bücher der Wahrheit‘                    |                    |
| אִיוֹב                                                                                          | (Ijob)             |
| מִשְלֵי                                                                                          | (Sprichwörter)     |
| תְהִלִּים                                                                                         | (Psalmen)          |
| Anfangsbuchstaben der Bücher Ijob , Sprichwörter und Psalmen bilden zusammen das Merkwort אֱמֶת |                    |

Mahpach legarmeh zählt zu den Ta’amaj Sifre Emet טַעֲמֵי סִפְרֵי אֱמֶ"ת, den Teamim der Bücher Emet.